# Vista Hermosa, Cochoapa el Grande
Vista Hermosa är en ort i Mexiko.   Den ligger i kommunen Cochoapa el Grande och delstaten Guerrero, i den sydöstra delen av landet, 270 km söder om huvudstaden Mexico City. Vista Hermosa ligger 1 362 meter över havet och antalet invånare är 274.
Terrängen runt Vista Hermosa är kuperad åt sydost, men åt nordväst är den bergig. Runt Vista Hermosa är det ganska glesbefolkat, med 43 invånare per kvadratkilometer. Närmaste större samhälle är El Coyul, 13,2 km öster om Vista Hermosa. I omgivningarna runt Vista Hermosa växer huvudsakligen savannskog.